# Lance Fitzpatrick
Lance Fitzpatrick (ur. 3 października 1973 w Auckland) – rugbysta reprezentujący Wyspy Cooka w obydwu odmianach tego sportu, uczestnik Pucharu Świata 2001 i Igrzysk Wspólnoty Narodów 2002.

## Kariera sportowa
W trakcie kariery sportowej związany był z klubem Silverdale United RFC. W 2001 roku przekroczył barierę stu meczów, zaś w roku 2007 został pierwszym w jego historii zawodnikiem, który rozegrał w jego barwach dwieście spotkań. W 2003 roku zwyciężył z zespołem w lokalnych rozgrywkach North Harbour Rugby Union, zaś rok wcześniej triumfował w kategorii przyłożeń.
W 1998 roku rozegrał także wybrany do zespołu North Harbour, dla którego rozegrał dwa spotkania w odmianie piętnastoosobowej, zaś w rugby 7 reprezentował związek w latach 1996–2003.
Po raz pierwszy w reprezentacji Wysp Cooka w rugby 7 zagrał w 2000 roku. Uczestniczył z nią w Pucharze Świata 2001 oraz Igrzyskach Wspólnoty Narodów 2002. Występował także w turniejach z cyklu IRB Sevens World Series: New Zealand Sevens edycji 2002 i 2003, Australia Sevens 2003 czy Hong Kong Sevens 2003.
W 2001 roku otrzymał również powołanie do reprezentacji kraju w rugby union i w czerwcu tego roku zdobył osiem przyłożeń w meczu z Tahiti ustanawiając tym rekord eliminacji do Pucharu Świata.
Uczęszczał do Orewa College.